# Giardini di Mirò

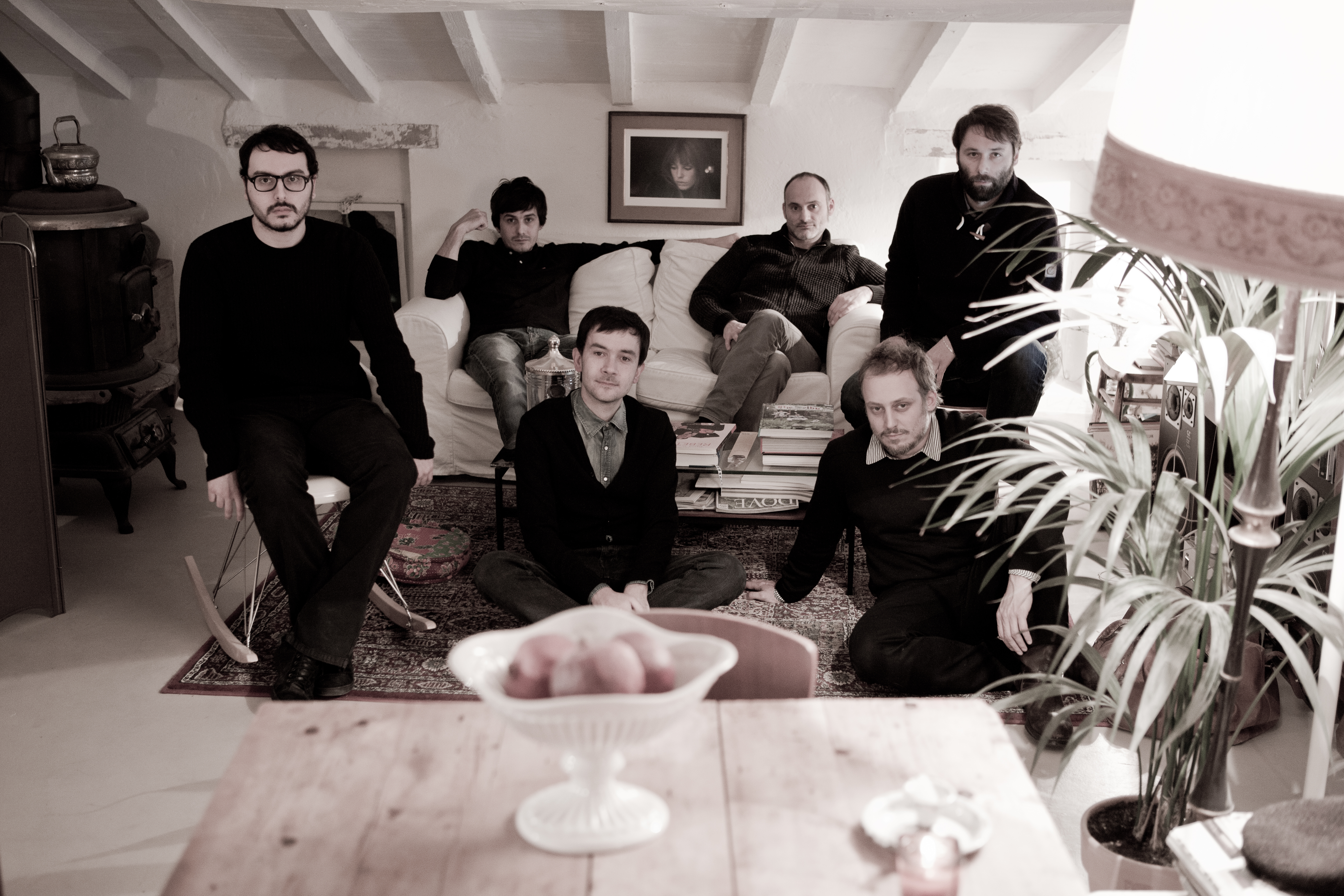
Giardini di Mirò, 2011

Giardini di Mirò ist eine italienische Post- und Indie-Rock-Band aus Cavriago in der italienischen Provinz Reggio Emilia.

## Bandgeschichte
Die Ursprünge der Band liegen in einer kurzzeitigen Zusammenarbeit von Corrado Nuccini mit Giuseppe Camuncoli, der später als Cartoonist bekannt wurde. Die erste Veröffentlichung war das selbst produzierte Debütalbum Rise and Fall of Academic Drifting, das 1998 im gleichen Jahr erschien, wie die Band erste Konzerterfahrung sammelte. Kern der Besetzung sind neben Nuccini Jukka Reverberi, Luca Di Mira and Mirko Venturelli. Francesco Donadello ersetzte nach einigen Jahren den ursprünglichen Schlagzeuger Lorenzo Lanzi.
Vom ursprünglich rein instrumentalen Post-Rock der Anfangszeit wandten sie sich seit der EP The Soft Touch ab, um mit Hilfe von Gastsängerinnen und Gastsängern mehr auf Songstrukturen zu setzen. Das zweite Album Punk... Not Diet! war 2003 ein Achtungserfolg und stieß auf positive Kritiken u. a. bei der Spex, bei Intro und bei Plattentests.de. Ihr Klang bezieht seitdem auch mit Hilfe von Gästen wie Styrofoam, Isan, Yuppie Flu, Alias, Dntel oder Apparat Elemente aus Intelligent Dance Music, Psychedelic Rock und Shoegazing ein, was der getragenen-melancholischen Musik bei aller Nähe zum Pop Variabilität und Dynamik verschafft.
Benannt wurde die Band nach einem italienischen Kurzfilm, der von einer Schildkröte handelt. Gerne verbreitet die Band eine Geschichte, dass sie die Nachfolger einer gleichnamigen Progressive-Rock-Band aus den 70er Jahren seien, in denen Nuccinis Onkel mitspielte.

## Veröffentlichungen

### Alben
- 2001 Rise and Fall of Academic Drifting
- 2003 Punk... Not Diet!
- 2007 Dividing Opinions
- 2009 Il Fuoco
- 2012 Good Luck
- 2014 Rapsodia Satanica
- 2018 Different Times

### Zusammenstellungen
- 2002 The Academic Rise of Falling Drifters (Remix-Album)
- 2004 Hits for Broken Hearts and Asses (B-Seiten-Sammlung)

### EPs
- 1998 Giardini di Mirò (EP, Eigenvertrieb)
- 1999 Iceberg EP (EP)
- 2002 The Soft Touch EP (EP)
- 2006 North Atlantic Treaty of Love (EP)
- 2007 New Year's Eve EP (EP)
- 2021 Del Tutto Illusorio (EP)

### Singles und Splits
- 2000 gdm vs. pmn, Split mit Pimmon (10")
- 2002 Split mit Deep End (10")
- 2002 Split mit Yuppie Flu (7")
- 2003 Revolution on Your Pins! (3")
- 2005 Boys Scarves Are a Guide to Rebellion (7", limitiert)